# Štefan Buľko
Štefan Buľko (9. října 1914 – 24. února 1975) byl slovenský a československý politik Strany slovenské obrody a poslanec Sněmovny národů Federálního shromáždění za normalizace.

## Biografie
Po volbách roku 1971 zasedl do slovenské části Sněmovny národů (volební obvod č. 135 - Košice, Východoslovenský kraj). Křeslo nabyl až dodatečně v březnu 1973 po doplňovacích volbách poté, co zemřel poslanec Ján Haško. Ve FS setrval do své smrti roku 1975. Nahradil ho pak Ernest Balog. Působil na postu krajského tajemníka Strany slovenské obrody pro Východoslovenský kraj. Byl aktivní též jako novinář.